# Тирський собор
Перший Тирський синод або Тирський собор (335 р. н.е.) був збором єпископів, скликаним імператором Костянтином I з основною метою оцінки звинувачень, висунутих проти Афанасія, патріарха Александрійського.

## Передумови
Афанасій брав участь у ранньохристиянських христологічних і тринітарних дебатах і підтримував позицію Нікейського собору на противагу позиції Арія та його послідовників.
У 328 році Афанасія було обрано єпископом або патріархом Александрійським. Александрія виявилася містом, в якому Арій був священиком. Ситуація ускладнювалася ще й тим, що Афанасій ще не досяг 30 років – мінімального віку для єпископів у церкві.
Після того, як Афанасій отримав престол Александрії, аріани звинуватили Афанасія, серед іншого, в аморальній поведінці, незаконному обкладанні податками єгипетського народу, підтримці повстанців на імператорському престолі і навіть у вбивстві єпископа та зберіганні його відрубаної руки для використання в магічних обрядах. Більш того, Костянтина переконали попросити Афанасія знову прийняти Арія до церкви, чого він не зробив. У 334 році Афанасія викликали на собор в Кесарію, на який він не був.

## Синод
Імператор Костянтин наказав бути присутнім на Соборі єпископів при освяченні храму, який він спорудив в Єрусалимі (попередника Гробу Господнього). Він наказав, що, як друге питання, вони повинні спочатку зібратися в Тирі, щоб розглянути звинувачення, висунуті проти Афанасія. Імператор також надіслав листа Афанасію, в якому пояснив, що якщо він не з’явиться добровільно, його примусово приведуть на Синод.
Євсевій Нікомедійський відіграв головну роль на зібранні та, за словами Епіфанія Саламінського, головував на ньому. У соборі взяли участь близько 310 членів. Цього разу Афанасій з’явився з 48 єгипетськими єпископами. Синод засудив Афанасія, тому він поїхав до Константинополя і особисто опонував імператору.

## Наслідки
На слуханнях у присутності імператора з Афанасія було знято всі звинувачення, крім одного: погрози припинити постачання зерна до Константинополя з Єгипту. Цього одного звинувачення вистачило для імператора, щоб вигнати Афанасія до Тріра, який тоді входив до складу галльської префектури Риму (на території сучасної Німеччини).
Афанасій не повернувся із заслання аж до смерті Костянтина в 337 році.
Аріанство Тирського синоду було остаточно скасовано Константинопольським собором.